# Sharon Coste
Pour les articles homonymes, voir Coste.
Sharon Coste née à Montréal le 13 juin 1963, est une soprano française d’origine canadienne.

## Biographie
Lauréate des concours internationaux de Genève, de Paris et de Toulouse, Sharon Coste a chanté sur plusieurs scènes européennes et nord-américaines, parmi lesquelles l’Opéra National de Paris-Bastille, l’Opéra national du Rhin (Strasbourg), l’Opéra de Nantes, le Canadian Opera Company (Toronto), l’Opéra de Karlsruhe, l’Opéra de Rennes, L‘Esplanade de Saint-Étienne, l’Opéra de Montréal, l’Opéra de Rouen, l’Opéra-Théâtre de Metz, et l’Opéra de Chambre de Genève, l'orchestre philharmonique de Cracovie.
Reconnue pour son interprétation des rôles de Mozart – Donna Anna, Fiordiligi, Pamina, Contessa Rosina, Constanze, et Vitelia – Sharon Coste aborde également de nombreux premiers rôles du répertoire français, italien et russe : Les Dialogues des Carmélites, Faust, Manon, Les Contes d'Hoffmann, Eugène Onéguine, Il Barbiere di Siviglia, La Fille du régiment, La Bohème, La Traviata, Norma, et Aïda.
Sharon Coste a chanté sous la direction de chefs tels que Philippe Herreweghe, Jean-Claude Casadesus, Emmanuel Krivine, Serge Baudo, Jean-Paul Penin et Alain Lombard, se produisant entre autres avec l’Orchestre de Paris, l’Orchestre national de Lyon, le Toronto Symphony Orchestra, et l’Orchestre de la Sorbonne, dans un vaste répertoire comprenant les Requiem de Mozart, Verdi, Fauré, Lloyd Webber et McCartney, les Nuits d’été de Berlioz, les Stabat Mater de Pergolesi et Poulenc, Elias et le Psaume 42 de Mendelssohn, Die Jahreszeiten de Haydn, la 14e Symphonie de Chostakovitch, et Myrrah de Caplet.
Diplômée de l’Université de l’Alberta, Sharon Coste a effectué des stages à la Canadian Opera Company Ensemble, au Mozarteum de Salzburg, et à l’Académie de Royaumont. Elle a enregistré pour Harmonia Mundi (Diapason d’or), Naxos, Musica Numeris et Koch International.
Elle est actuellement une des professeurs de chant du conservatoire de Bordeaux et continue à donner des concerts.